# Philippe Rochot
Pour les articles homonymes, voir Rochot.
Philippe Rochot est un journaliste français né à Dijon en 1946. Il est lauréat du prix Albert-Londres pour l’ensemble de ses reportages au Liban (1986).

## Carrière
Né à Dijon le 12 septembre 1946, Philippe Rochot s'est découvert une vocation de journaliste sur les bancs de l'école en classe de troisième. Il est diplômé de l’École supérieure de journalisme de Lille (46e promotion) en 1969.
Il commence sa carrière, en tant que coopérant, au Moyen-Orient en 1970 en Arabie saoudite, où il est chargé des émissions en français à la radio de Djeddah. Après un bref apprentissage à la station régionale de Lille, il est correspondant de France Inter à Rome (1972-1973) grâce à sa connaissance de l'italien. Nommé correspondant à Beyrouth (1973-1977), il couvre la guerre du Kippour, le débarquement turc à Chypre et la guerre civile du Liban. C'est au Liban qu'il passe de la parole à l'image pour le compte d'Antenne 2, pour qui il couvre la révolution iranienne (1979), la guerre Iran-Irak (1983-1986), le conflit en Afghanistan durant l’occupation soviétique (1980). Après son enlèvement et sa libération en 1986, ce spécialiste du monde arabe et musulman préfère reprendre son travail de journaliste en Allemagne où il est nommé correspondant à Bonn et Berlin de 1987 à 1992, et où il couvre notamment la chute du mur, le 9 novembre 1989. Toujours pour France 2, il fait des reportages sur la prise du pouvoir par les talibans (1996) et la traque de Ben Laden après les attentats du 11 septembre 2001. De 2000 à 2006, il est correspondant de France 2 en Asie, où il est basé à Pékin.
Il réalise une trentaine de documentaires ou magazines télévisés pour Antenne 2 et France 2.
Philippe Rochot est marié et père de trois enfants.

## Enlèvement, détention et libération
Dépêché par sa rédaction pour enquêter sur les circonstances de la mort du chercheur Michel Seurat, otage à Beyrouth et dont les ravisseurs ont annoncé l’exécution, Philippe Rochot est capturé avec son équipe de reportage (Jean-Louis Normandin, Georges Hansen, Aurel Cornea) le 8 mars 1986, alors qu'il filme une manifestation du Hezbollah dans la capitale libanaise à la mosquée de Bir el Abed, par un groupe terroriste, l'OJR (Organisation de la justice révolutionnaire). La chaîne de rédaction d'Antenne 2 se mobilise et égrène chaque soir au journal télévisé le nombre de jours de détention. Il est libéré, avec le cameraman Georges Hansen, le 20 juin 1986, grâce au gouvernement de Jacques Chirac qui envoie aux Iraniens des gages de bonne volonté en acceptant de reprendre les discussions au sujet du contentieux Eurodif (cause d'une guerre de l'ombre entre la France et l'Iran), et surtout d'expulser à Bagdad, le 7 juin 1986, Massoud Radjavi, chef des moudjahiddines du peuple iranien.
Au sujet de cet enlèvement, Philippe Rochot regrette l'emballement de la machine médiatique (« Nous savions que nous étions vulnérables dans le contexte du Liban d'alors ») et le blanchiment des preneurs d'otages.

## Prix et distinction
- 1986: lauréat du prix Albert-Londres pour l’ensemble de ses reportages au Liban[8].

## Publications
- Philippe Rochot, La grande fièvre du monde musulman, Le Sycomore, 1981, 215 p. (ISBN 2862620998)
- Philippe Rochot, Vivre avec les Chinois, L'Archipel, 13 mars 2008, 258 p. (ISBN 2809800510)
- Philippe Rochot, Dans l’Islam des révoltes, Balland, coll. « Document », 4 février 2010, 283 p. (ISBN 2353150721)
- Philippe Rochot, Reportages pour mémoire : 40 ans de journalisme de l'Arabie à la Chine. Editions Erick Bonnier.